# (33001) 1997 CU29
1997 سي يو 29 (ويعرف أيضًا باسم (33001) 1997 سي يو 29 وفق تسمية الكوكب الصغير) (بالإنجليزية: 1997 CU29)‏ هو كويكب ضمن حزام الكويكبات؛ وترتيبه 33001 من حيث الاكتشاف.
اكتُشف هذا الجُرم الفلكي بواسطة جين لوو في 6 فبراير 1997.

## وصلات خارجية
- (33001) 1997 CU29 في قاعدة بيانات مختبر الدفع النفاث لأجرام النظام الشمسي الصغيرة

- الاكتشاف · مخطط المدار ·  العناصر المدارية · المعلمات المادية

- (33001) 1997 CU29 على موقع ويكي سكاي: DSS2, SDSS, GALEX, IRAS, Hydrogen α, X-Ray, Astrophoto, Sky Map, Articles and images